# أليكس هاي
أليكس هاي (بالإنجليزية: Alex Hay)‏ هو كاتب بريطاني، ولد في 10 مايو 1933 في إدنبرة في المملكة المتحدة، وتوفي في 11 يوليو 2011.

## وصلات خارجية
- أليكس هاي على موقع IMDb (الإنجليزية)